# Cuidado con las mujeres
Cuidado con las mujeres es una película en blanco y negro de Argentina dirigida por Enrique Cahen Salaberry sobre el guion de Ariel Cortazzo según la obra de teatro de André Revesz que se estrenó el 25 de septiembre de 1951 y que tuvo como protagonistas a Alberto Closas, Analía Gadé, Nelly Meden, Otto Sirgo y Héctor Calcaño.

## Sinopsis
Para salvar sus negocios de la ruina, una mujer a punto de casarse debe buscarle esposo a otra mujer.

## Reparto
- Alberto Closas
- Analía Gadé
- Nelly Meden
- Otto Sirgo
- Héctor Calcaño
- Julián Bourges
- Miguel Ligero
- José Comellas
- Mario Baroffio
- Ángel Eleta
- María Esther Podestá
- Amalia Bernabé
- Pedro Pompilio
- Max Citelli
- Nelly Láinez
- Diego Mania

## Comentarios
El Heraldo del Cinematografista dijo del filme::

”Comedia animada y simpática que ofrece un liviano pasatiempo.”

Por su parte Manrupe y Portela escriben:

”Enredos de mujeres y hombres en una comedia tolerable, con el estilo de otras de Schlieper.”